# 이상인 (1960년)
이상인(李相寅, 1960년 2월 15일 ~ )은 대한민국의 제5대 경상남도 마산시의원이며, 제1·2대 경상남도 창원시의원이자, 제11대 경상남도의원이다.

## 학력
- 봉덕초등학교 졸업(13회 / 1971년)
- 마산중학교 졸업(23회 / 1974년)
- 경상고등학교 졸업(1회 / 1977년)
- 경남대학교 사범대학 졸업(1977학번 / 1983년)
- 경남대학교 행정대학원 졸업(행정학 석사 / 2001년)
- 경남대학교 대학원 졸업(정치학 박사 / 2012년)

## 경력
- 해병 병장 만기제대(376기 / 1981년 5월 31일)
- 경상고등학교 총동창회(전, 회장 / 1991년 - 1993년)
- 만경스포츠(전, 대표/ 1982년-2023년)
- 새마을문고 마산시지부(전, 회장/ 2001년 - 2007년)
- 민간사회안전망운동 양덕2동 위원장(2000년 - )
- 2006.07 ~ 2010.06 : 제5대 마산시의회 의원
- 2010.07 ~ 2014.06 : 제1대 창원시의회 의원
- 2014.07 ~ 2018.03 : 제2대 창원시의회 의원
- 2017.09.19 자유한국당 탈당
- 2017.09.27 더불어민주당 입당
- 2018년 7월 1일 ~ 2021년 6월 9일 : 제11대 경상남도의회 의원

## 역대 선거 결과
|  | 49.29% |

|  | 25.35% |

|  | 25.28% |

|  | 20.5% |

|  | 53.21% |